# نهنگ شکار
نهنگان شکار یا نهنگیان تیره‌ای از نهنگان بی‌دندان است که دو سرده از نهنگ‌ها را در بر می‌گیرد. این تیره با نام «شکارنهنگان» نیز خوانده می‌شود چرا که بیشتر نهنگان شکار را در خود جای داده، با این حال نهنگ قطبی نیز عضوی از این تیره است.

## نگارخانه

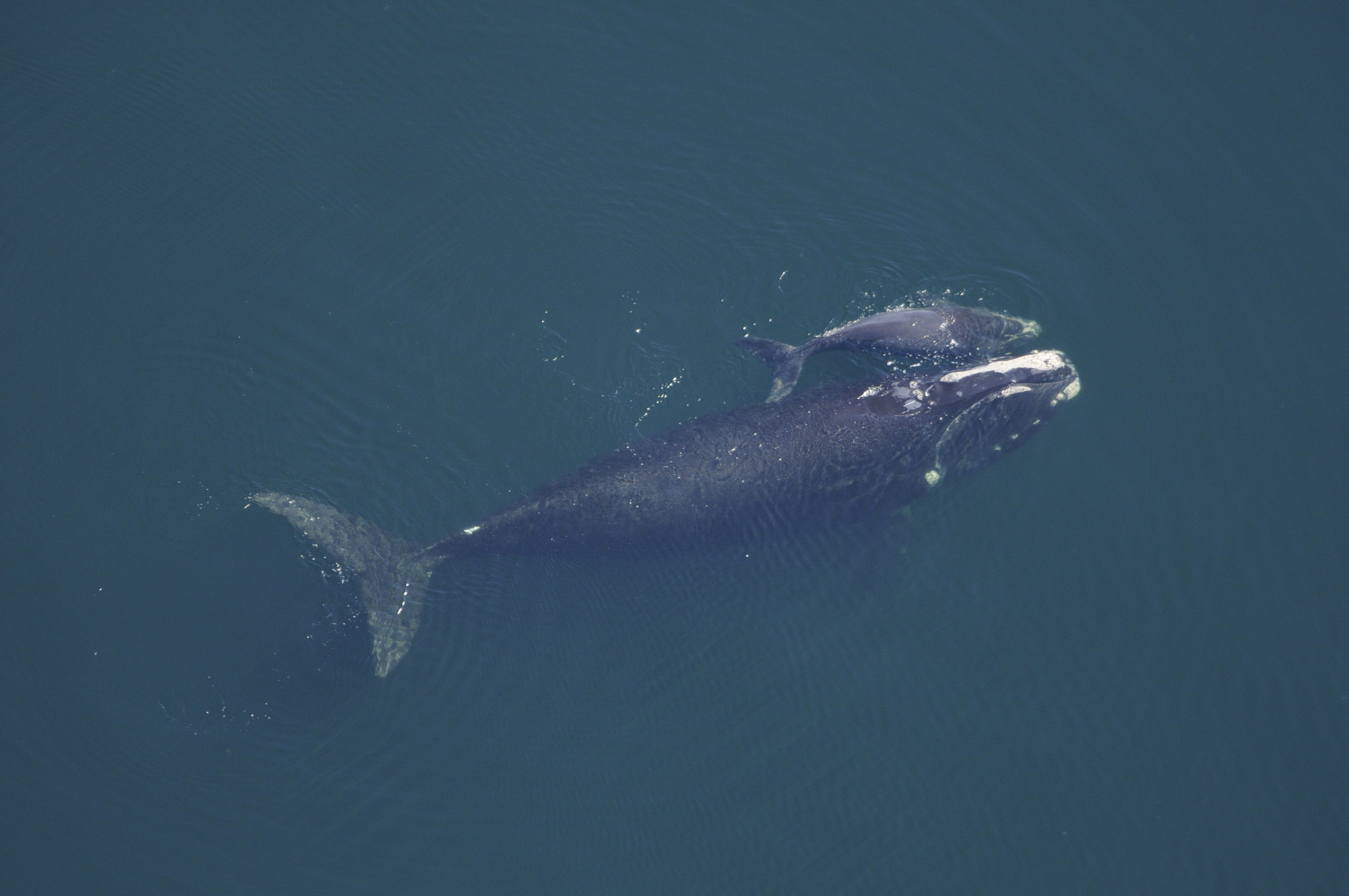

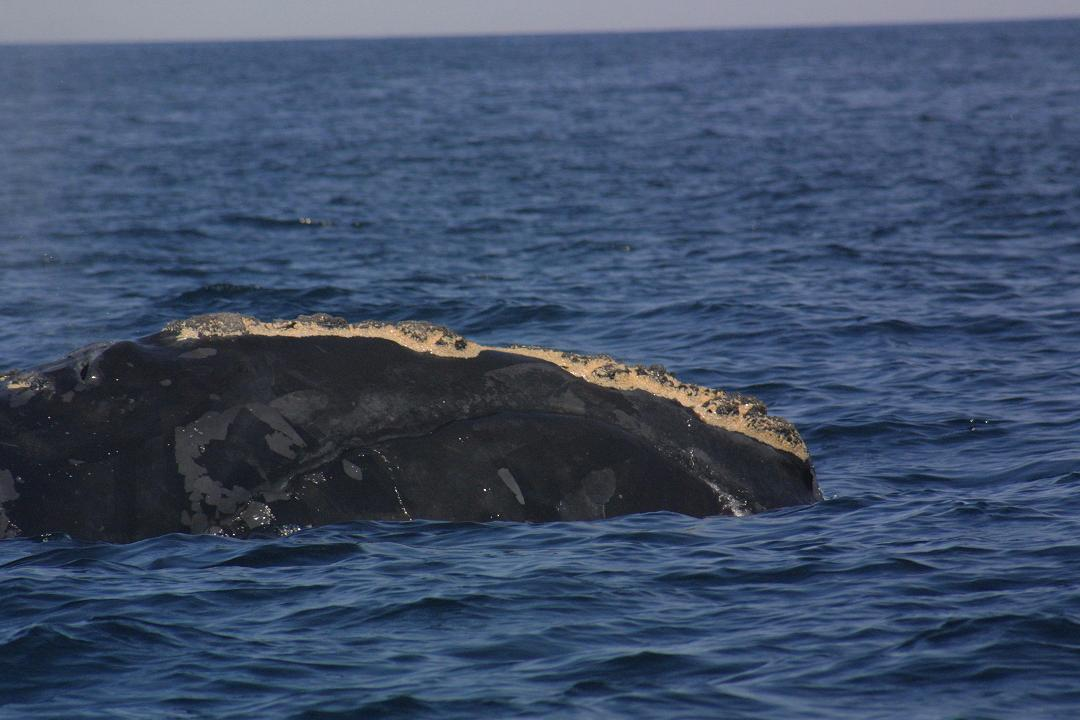

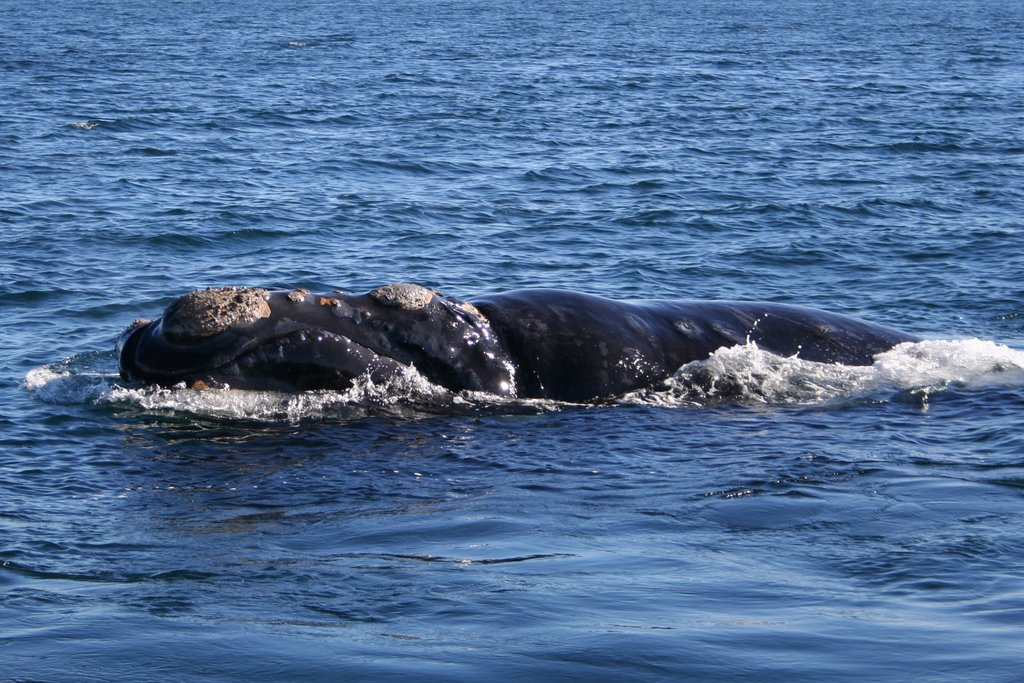

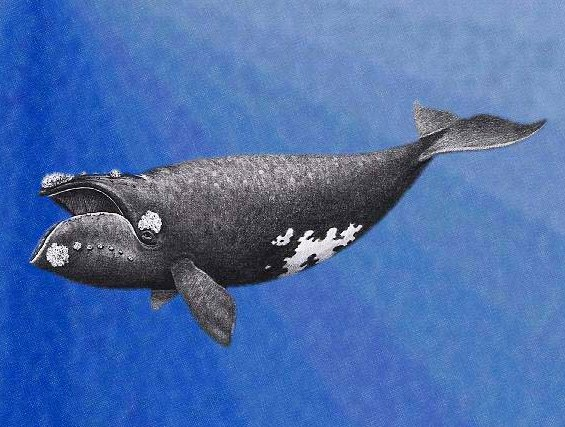
نگاره‌ای از نهنگ شکار

## رده‌بندی
- راسته آب‌بازسانان
  - زیرراسته آب‌بازسانان بی‌دندان: نهنگ‌های بی‌دندان
    - خانواده نهنگیان
      - سرده سرکمانی‌ها
        - نهنگ قطبی، Balaena mysticetus

      - سرده نهنگان شکار
        - نهنگ شکار اطلس شمالی، Eubalaena glacialis
        - نهنگ شکار آرام شمالی، Eubalaena japonica
        - نهنگ شکار جنوبی، Eubalaena australis

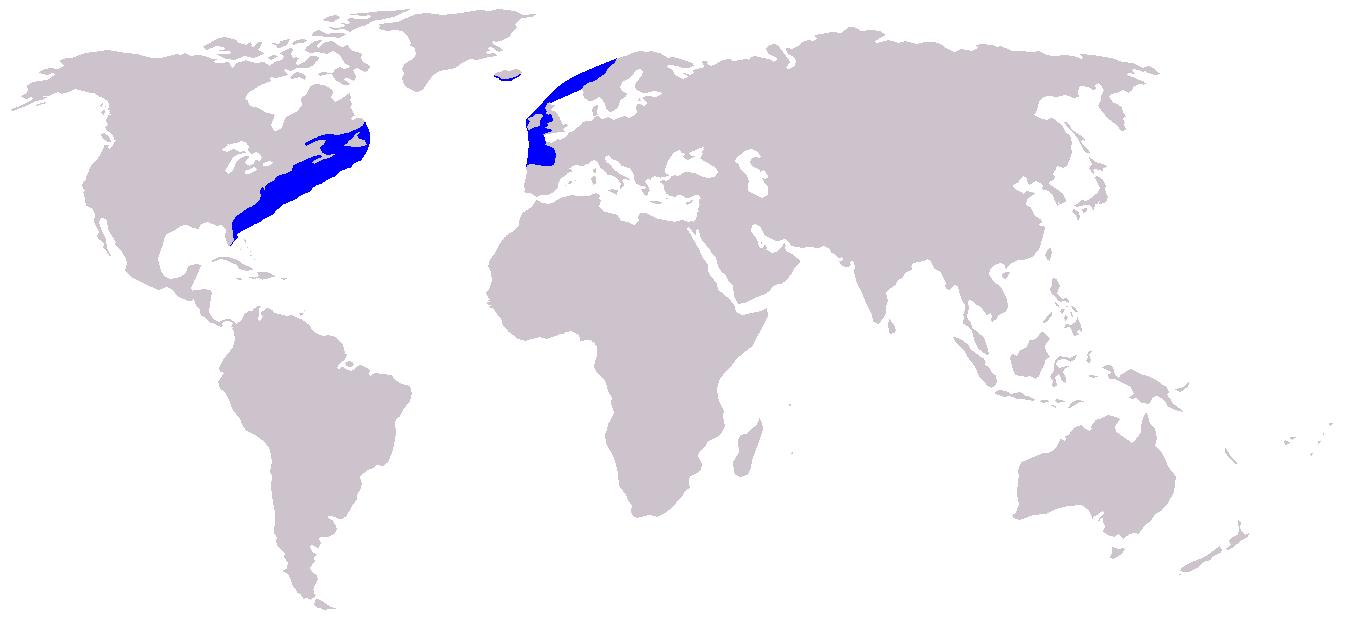
گستره نهنگ شکار اطلس شمالی
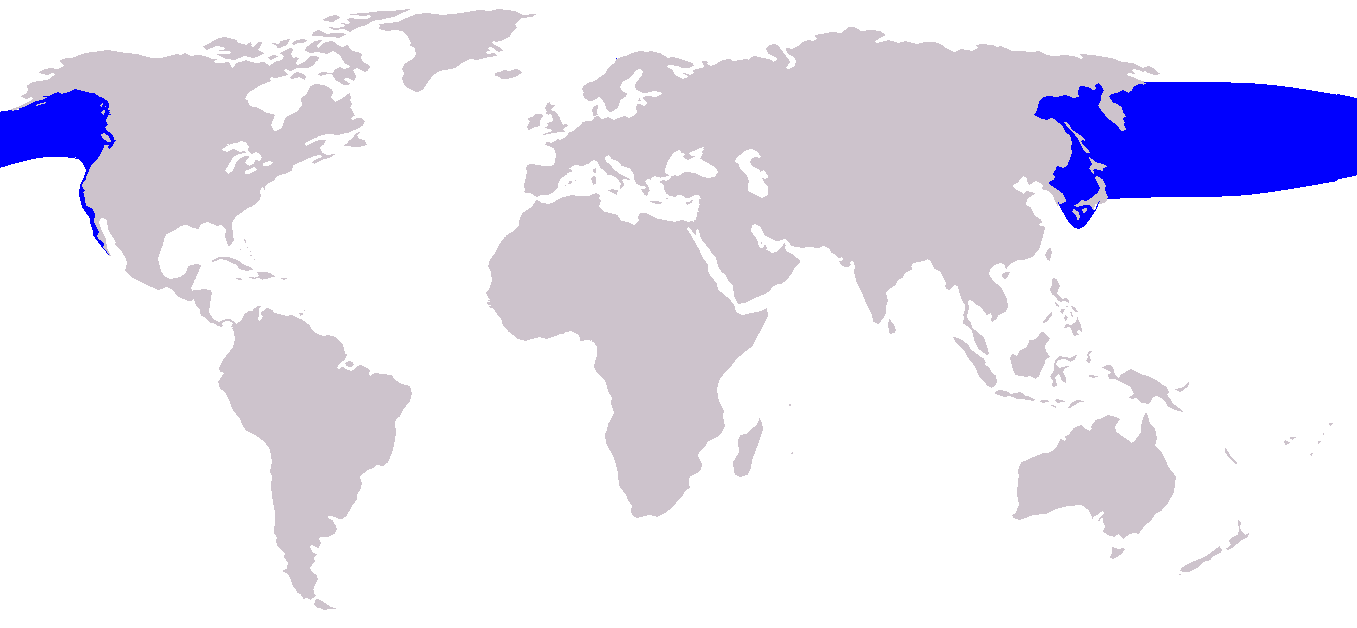
گستره نهنگ شکار آرام شمالی
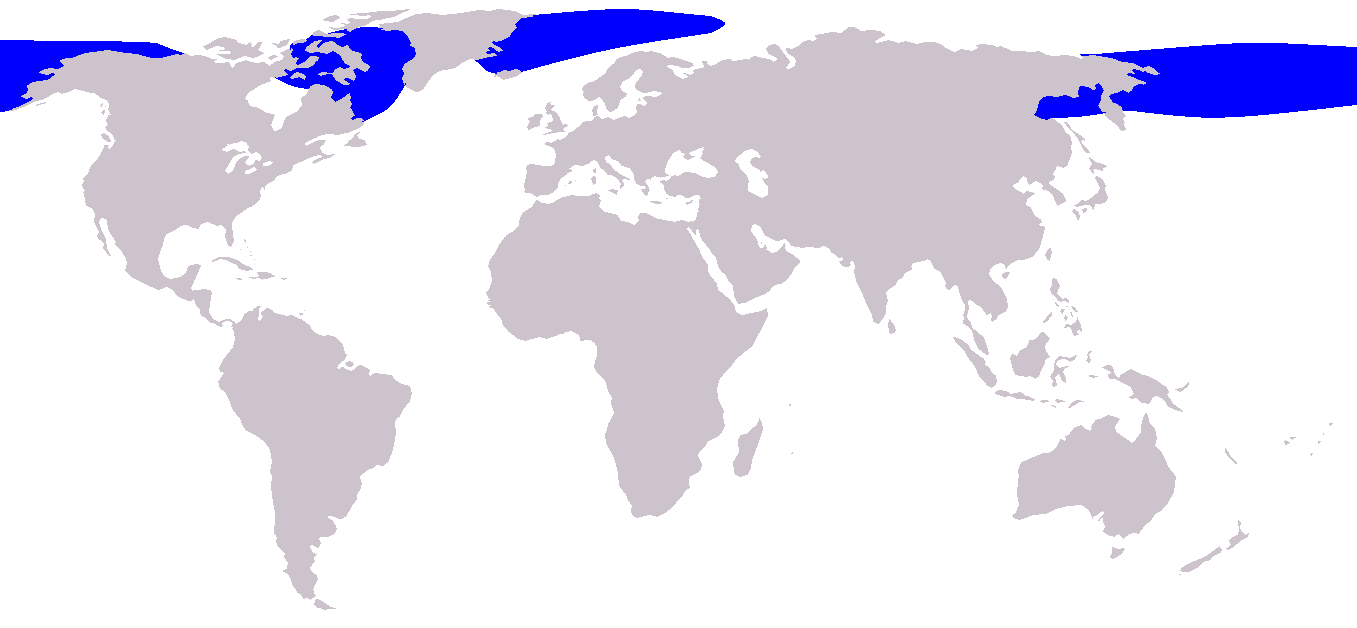
گستره نهنگ قطبی
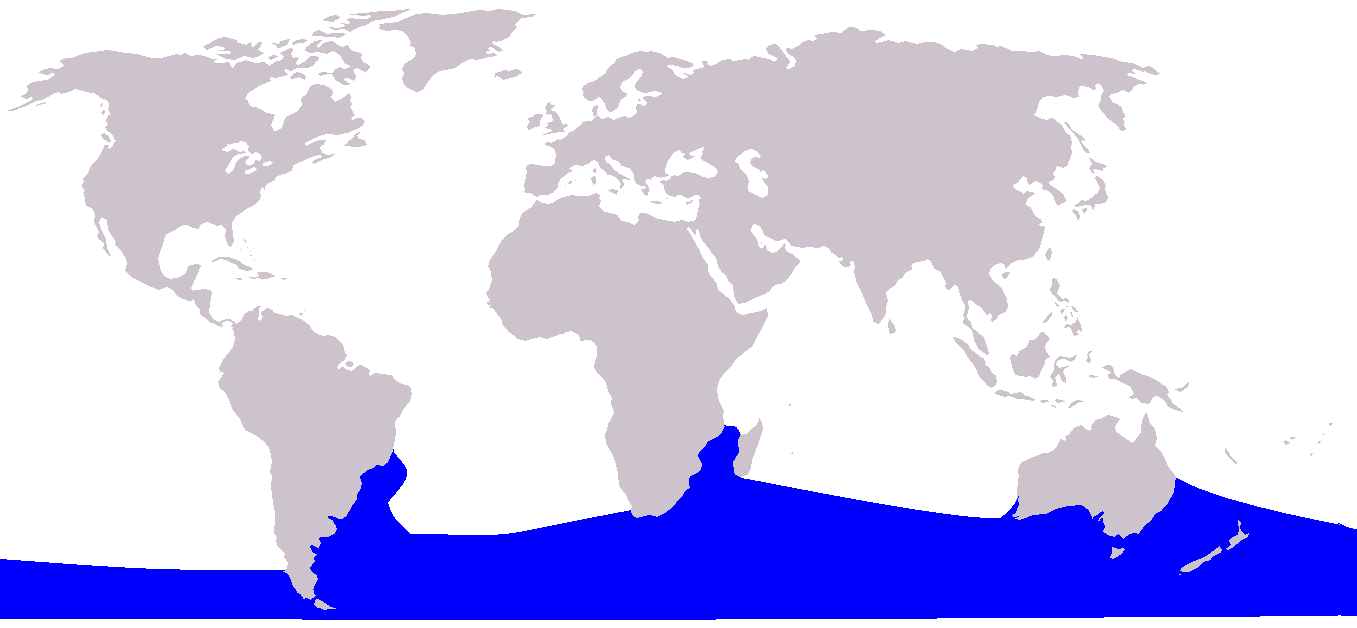
گستره نهنگ شکار جنوبی

## ویژگی‌ها
نهنگیان جانوران بزرگی هستند با طولی میان ۱۵ تا ۱۷ متر در بالغ‌ها. مشخصه‌های اصلی آن‌ها فک بالایی باریک و کمان‌شکلشان است که ظاهری بسیار همانند کمان به دهانشان می‌دهد. درون دهان به جای دندان صفحه شانه‌ای وجود دارد که با بهره‌گیری از آن آب دریا را تصفیه کرده و پس از پاک کردن صفحه‌های شانه‌ای با زبانشان، جانداران ریز به دام افتاده همچون سخت‌پوستان کوچک، به ویژه پاروپایان، و کریل را می‌بلعند. روش غذا خوردن آن‌ها بر خلاف روش تغذیه نهنگان بزرگ‌باله و نهنگ خاکستری است.
سر نهنگیان نسبت به بدنشان بسیار بزرگ است و در مورد نهنگ قطبی نسبت طول سر به کل بدن به ۴۰٪ می‌رسد. این نهنگ‌ها باله‌های کناری کوتاه اما پهنی دارند و فاقد باله پشتی می‌باشند. سه نهنگ عضو نهنگان شکار از لحاظ جغرافیایی از هم گسسته اند. نهنگ قطبی دارای جثه به نسبت بزرگتر و بدنی به رنگ تاریک یکنواخت‌تر است. این نهنگ همچنین پینه‌های کم‌رنگ روی سر نهنگان شکار را ندارد.